# Lean on Pete
Lean on Pete je britské filmové drama z roku 2017, které natočil režisér Andrew Haigh. Scénář, který byl napsán podle stejnojmenné knihy Willyho Vlautina, je rovněž Haighovým dílem. Hlavní roli, postavu jménem Charley Thompson, ve filmu hraje Charlie Plummer. V dalších rolích se zde představili například Chloë Sevigny, Travis Fimmel a Steve Buscemi. 
Premiéra filmu proběhla dne 1. září 2017 na 74. ročníku Benátského filmového festivalu. Dne 10. září toho roku byl uveden na Mezinárodním filmovém festivalu v Torontu.

## Produkce
Natáčení začalo 13. srpna 2016 v Portlandu a skončilo 10. září téhož roku. Originální hudbu k filmu složil James Edward Barker.